# Diócesis de Plymouth
La diócesis de Plymouth (en latín: Dioecesis Plymuthensis y en inglés: Roman Catholic Diocese of Plymouth) es una circunscripción eclesiástica de la Iglesia católica en el Reino Unido. Se trata de una diócesis latina, sufragánea de la arquidiócesis de Southwark. Desde el 27 de abril de 2022 es sede vacante y su administrador diocesano es el presbítero es Paul Cummins.

## Territorio y organización

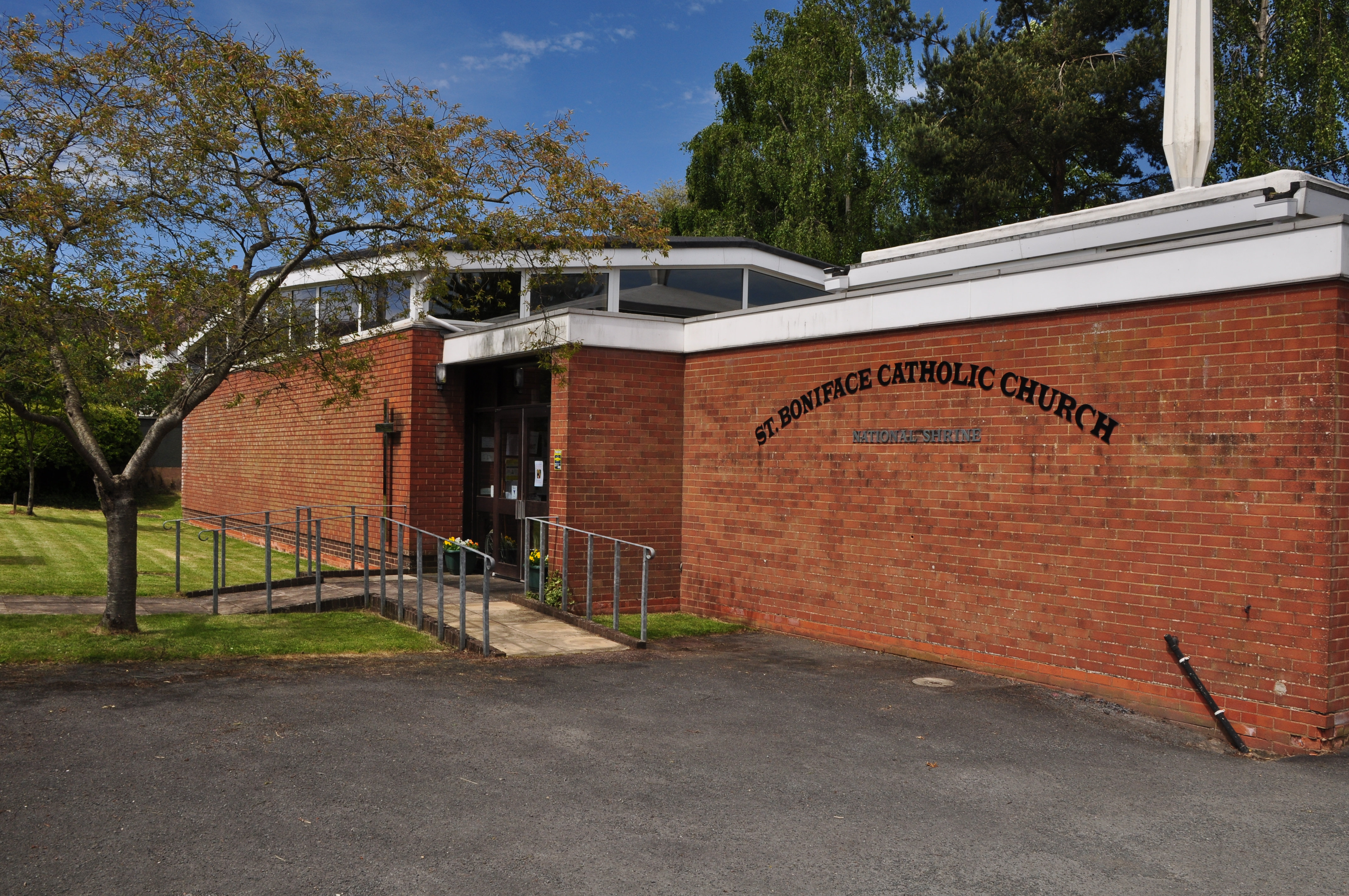
Santuario nacional de San Bonifacio, en Crediton

La diócesis tiene 12 831 km² y extiende su jurisdicción sobre los fieles católicos de rito latino residentes en Inglaterra en Cornualles,  Devon y la mayor parte de Dorset.
La sede de la diócesis se encuentra en la ciudad de Plymouth, en donde se halla la Catedral de Santa María y San Bonifacio. En Crediton se encuentra el santuario nacional de San Bonifacio.
En 2023 en la diócesis existían 49 parroquias agrupadas en 5 decanatos: Cornwall, Dorset, Exeter, Plymouth y Torbay.

## Historia
La diócesis fue erigida el 29 de septiembre de 1850 mediante el breve Universalis Ecclesiae del papa Pío IX, obteniendo el territorio del vicariato apostólico del Distrito Occidental, del cual al mismo tiempo también se originó la diócesis de Clifton.
Originalmente era sufragánea de la arquidiócesis de Westminster, el 28 de octubre de 1911 pasó a formar parte de la provincia eclesiástica de la arquidiócesis de Birmingham. El 28 de mayo de 1965 cambió de nuevo de provincia eclesiástica y pasó a ser sufragánea de la arquidiócesis de Southwark. 
El 15 de diciembre de 202, el papa Francisco nombró obispo de Plymouth a Christopher Whitehead, sin embargo, su ordenación episcopal, prevista para el 22 de febrero de 2024, fue cancelada y su nombramiento dejado sin efecto debido a un proceso canónico contra Whitehead. El proceso se suspendió sin que se encontrara ninguna falta legalmente relevante. Sin embargo, Whitehead no asumió el cargo episcopal, y Philip Moger fue nombrado obispo de Plymouth en su lugar, quien renunció el 24 de febrero de 2025 antes de asumir.

## Estadísticas
Según el Anuario Pontificio 2024 la diócesis tenía a fines de 2023 un total de 69 300 fieles bautizados.
| Año                                                                             | Población            | Población | Población      | Sacerdotes | Sacerdotes    | Sacerdotes    | Bautizados por sacerdote | Diáconos permanentes | Religiosos | Religiosos | Parroquias |
| Año                                                                             | Bautizados católicos | Total     | % de católicos | Total      | Clero secular | Clero regular | Bautizados por sacerdote | Diáconos permanentes | Varones    | Mujeres    | Parroquias |
| ------------------------------------------------------------------------------- | -------------------- | --------- | -------------- | ---------- | ------------- | ------------- | ------------------------ | -------------------- | ---------- | ---------- | ---------- |
| 1950                                                                            | ?                    | ?         | ?              | 202        | 118           | 84            | ?                        |                      | 84         | 1160       | 86         |
| 1970                                                                            | 54 500               | 1 725 000 | 3.2            | 228        | 133           | 95            | 239                      |                      | 108        | 914        | 87         |
| 1980                                                                            | 61 482               | 1 768 000 | 3.5            | 168        | 95            | 73            | 365                      |                      | 95         | 690        | 87         |
| 1990                                                                            | 62 019               | 1 851 000 | 3.4            | 160        | 106           | 54            | 387                      | 3                    | 76         | 356        | 88         |
| 1999                                                                            | 65 288               | 2 048 220 | 3.2            | 144        | 96            | 48            | 453                      | 12                   | 67         | 190        | 128        |
| 2000                                                                            | 65 288               | 2 048 220 | 3.2            | 144        | 104           | 40            | 453                      | 20                   | 58         | 198        | 92         |
| 2001                                                                            | 61 794               | 2 048 220 | 3.0            | 140        | 100           | 40            | 441                      | 19                   | 52         | 170        | 92         |
| 2002                                                                            | 58 737               | 2 048 200 | 2.9            | 138        | 97            | 41            | 425                      | 20                   | 55         | 163        | 96         |
| 2003                                                                            | 57 940               | 2 048 200 | 2.8            | 132        | 96            | 36            | 438                      | 22                   | 50         | 142        | 96         |
| 2004                                                                            | 53 679               | 2 548 200 | 2.1            | 137        | 102           | 35            | 391                      | 24                   | 51         | 139        | 95         |
| 2013                                                                            | 69 310               | 3 750 000 | 1.8            | 102        | 81            | 21            | 679                      | 34                   | 28         | 90         | 63         |
| 2016                                                                            | 54 747               | 3 802 000 | 1.4            | 87         | 68            | 19            | 629                      | 31                   | 26         | 66         | 55         |
| 2019                                                                            | 69 100               | 3 847 700 | 1.8            | 98         | 80            | 18            | 705                      | 43                   | 21         | 52         | 60         |
| 2021                                                                            | 69 720               | 3 882 500 | 1.8            | 100        | 84            | 16            | 697                      | 41                   | 19         | 49         | 55         |
| 2023                                                                            | 69 300               | 3 894 830 | 1.8            | 91         | 77            | 14            | 761                      | 36                   | 20         | 49         | 49         |
| Fuente: Catholic-Hierarchy, que a su vez toma los datos del Anuario Pontificio. |                      |           |                |            |               |               |                          |                      |            |            |            |

## Episcopologio
- George Errington † (27 de junio de 1851-30 de marzo de 1855 nombrado arzobispo coadjutor de Westminster[nota 1])
- William Vaughan † (10 de julio de 1855-24 de octubre de 1902 falleció)
- Charles Maurice Graham † (25 de octubre de 1902 por sucesión-16 de marzo de 1911 renunció[nota 2])
- John Joseph Keily † (21 de abril de 1911-23 de septiembre de 1928 falleció)
- John Patrick Barrett † (7 de junio de 1929-2 de noviembre de 1946 falleció)
- Francis Joseph Grimshaw † (2 de junio de 1947-11 de mayo de 1954 nombrado arzobispo de Birmingham)
- Cyril Edward Restieaux † (9 de abril de 1955-19 de noviembre de 1985 retirado)
- Hugh Christopher Budd † (19 de noviembre de 1985-9 de noviembre de 2013 retirado)
- Mark O'Toole (9 de noviembre de 2013-27 de abril de 2022 nombrado arzobispo de Cardiff y obispo de Menevia)
  - Sede vacante (desde 2022)
  - Christopher Whitehead (15 de diciembre de 2023-22 de marzo de 2024 renunció) (obispo electo, nombramiento dejado sin efecto)
  - Philip Moger (13 de septiembre de 2024-24 de febrero de 2025 renunció) (obispo electo)